# Waiting for Little Milton
Waiting for Little Milton — студійний альбом американського ритм-енд-блюзового співака Літтла Мілтона, випущений у 1973 році лейблом Stax. 1973 року альбом посів 39-е місце в хіт-параді R&B Albums журналу «Billboard».

## Опис
Записи Літтла Мілтона на лейблі Stax не орієнтовані на блюз, як його записи на лейблах Chess і Checker. Перш за все, акцент зроблений на вокал у стилі соул і саме він виділяється на Waiting for Little Milton. У цілому, альбом досить неоднозначний — вибір не найкращий пісень, а продюсування дещо однорідне, однак виступ соліста залишається гарному на рівні. Серед пісень кавер-весія хіта «The Thrill Is Gone» Б. Б. Кінга. Це був дебютний альбом Мілтона на лейблі Stax.
У 1973 році альбом посів 39-е місце в хіт-параді R&B Albums журналу «Billboard».

## Список композицій
1. «It's Amazing» (Гомер Бенкс, Кент Баркер, Джин Каррент, Біллі Девіс, мол.) — 3:16
2. «Who Can Handle Me Is You» (Мілтон Кемпбелл) — 3:06
3. «Woman, You Don't Have to Be So Cold» (Мілтон Кембелл) — 3:43
4. «The Thrill Is Gone» (Рік Дарнелл, Рой Гокінс) — 6:27
5. «Monologue 1» (Мілтон Кемпбелл) — 3:24
6. «That's How Strong My Love Is» (Мілтон Кемпбелл) — 7:52
7. «What It Is» (Мілтон Кемпбелл) — 3:22
8. «Little Bluebird» (Айзек Хейз, Букер Т. Джонс, Девід Портер) — 6:46

## Учасники запису
- Мілтон Кемпбелл — вокал, гітара
- Лестер Снелл — фортепіано, орган
- Вільям Мерфі — бас-гітара
- Віллі Голл — ударні

Технічний персонал
- Літтл Мілтон — продюсер
- Дейв Перпл — інженер
- Молдвін Гемлін — фотографія

## Хіт-паради
Альбоми
| Рік  | Чарт       | Позиція |
| ---- | ---------- | ------- |
| 1973 | R&B Albums | 39      |